# Фугатти, Маурицио
Маури́цио Фуга́тти (итал. Maurizio Fugatti; род. 7 апреля 1972, Буссоленго, провинция Верона, Италия) — итальянский государственный деятель и политик, член партии Лига Севера. Президент автономной области Трентино-Альто-Адидже (с 2021).
Президент автономной провинции Тренто с 2018 года. В 2018 году в течение нескольких месяцев занимал пост заместителя министра здравоохранения в правительстве Италии.
Член Палаты депутатов Италии в 2006—2018 годах от избирательного округа Трентино-Альто-Адидже и шестого одномандатного округа в Трентино-Альто-Адидже. Имеет высшее политологическое и финансовое образования. Женат. Является отцом двоих детей.

## Биография
Родился 7 апреля 1972 года в Буссоленго в семье Адриано и Марии-Саверии Фугатти. Окончил факультет политологии Болонского университета. Имеет профессиональное образование бухгалтера. Проживает в коммуне Авио. Женат на Элизе Фугатти и является отцом двойняшек — дочери Софии и сына Маттео

### Политическая деятельность
Начал политическую карьеру в муниципальном совете Авио. В 2005 году был назначен региональным секретарём партии Северная лига в Трентино, сменив на этом посту Серджо Дивина. На парламентских выборах 2006 года был избран в Палату депутатов по спискам Северной лиги в районе Трентино-Альто-Адидже. На парламентских выборах 2008 года был переизбран.
На провинциальных выборах в Тренто в 2008 году был избран провинциальным советником, получив 2748 голосов, однако подал в отставку через несколько недель. 15 июля 2009 года, вместе с Кьярой Морони от партии Народ свободы, представил поправку к Финансово-экономическому плану, которая вводила бы меру налоговой амнистии. Вместе с Джузеппе Маринелло от партии Народа свободы был докладчиком законопроекта о развитии 2011 года, одобренного в Палате депутатов 21 июня 2011 года (317 голосов «за», 293 «против» и 2 воздержались) после того, как правительство подняло вопрос о доверии. 1 февраля 2012 года сменил Каролину Луссану на посту заместителя руководителя Северной лиги в Палате депутатов.
В ноябре 2009 года предложил ограничить временные увольнения граждан стран, не входящих в ЕС, всего шестью месяцами, объяснив свою инициативу желанием ввести в Италии законодательство, аналогичное действующему для граждан Италии, проживающих в пограничных районах со Швейцарией. На парламентских выборах 2013 года снова был кандидатом в Палату депутатов в качестве одного из лидеров Северной лиги, но он не был переизбран.
На провинциальных выборах 2013 года в Тренто был кандидатом на пост президента провинции от коалиции Северной лиги и Объединенных европейских католиков, однако не получил поддержки от партии Вперёд Италия, которая поддержала Джакомо Бецци и от партии Братьев Италии, поддержавшей Кристано Де Эккера. Получил 6,59 % (16 395 голосов), заняв третье место после Уго Росси и Диего Мосны. Был избран на пост провинциального советника, и занимал эту должность до 10 апреля 2018 года, когда подал в отставку в связи с переизбранием в Палату депутатов.
На парламентских выборах 2018 года был переизбран депутатом от правоцентристов в избирательном одномандатном округе Перджине-Вальсугана с 44,56 % голосов. 13 июня стал заместителем министра здравоохранения в первом правительстве Конте I от Движения 5 звезд и Северной лиги.
На провинциальных выборах в Тренто 21 октября 2018 года снова был кандидатом в президенты провинции, на этот раз получив поддержку всей правоцентристской коалиции и различных местных гражданских списков партий Северная лига, Вперёд Италия, Братья Италии, Союз центра — Народный центр, Народные автономисты, Трентинское гражданское движение, Ассоциация Фасса, Действие. 22 октября 2018 года с 46,73 % голосов был избран президентом автономной провинции Тренто. Стал первым правоцентристским президентом Трентино после Второй мировой войны. 9 января 2019 года отказался от депутатского мандата из-за невозможности по закону совмещать должности президента провинции и члена парламента.
7 июля 2021 года голосованием депутатов регионального совета избран президентом Трентино-Альто-Адидже.
13 марта 2024 года председателем региональной администрации вновь избран Арно Компачер.